# Bipiramide
Una bipiramide o dipiramide è un poliedro ottenuto a partire da due piramidi aventi la stessa base, identificando le due basi.

## Bipiramidi regolari
Se le facce triangolari sono tutte identiche (cioè congruenti), e la base è un poligono regolare, la bipiramide assume una forma molto regolare: risulta essere omogenea sulle facce, cioè per ogni coppia di facce esiste una simmetria del poliedro che sposta la prima nella seconda.
Una bipiramide di questo tipo è il poliedro duale di un prisma regolare. Poiché la dualità scambia facce e vertici, l'omogeneità delle facce della bipiramide si traduce nell'omogeneità dei vertici del prisma regolare, che è infatti un poliedro uniforme.

## Casi particolari
Esistono solo tre bipiramidi con tutte le facce costituite da triangoli equilateri: 
1. una bipiramide a base quadrata, ossia un ottaedro regolare, uno dei solidi platonici;
2. una bipiramide a base triangolare;
3. una bipiramide a base pentagonale.

Gli ultimi due esempi sono particolari solidi di Johnson.